# Iryna Lischtschynska

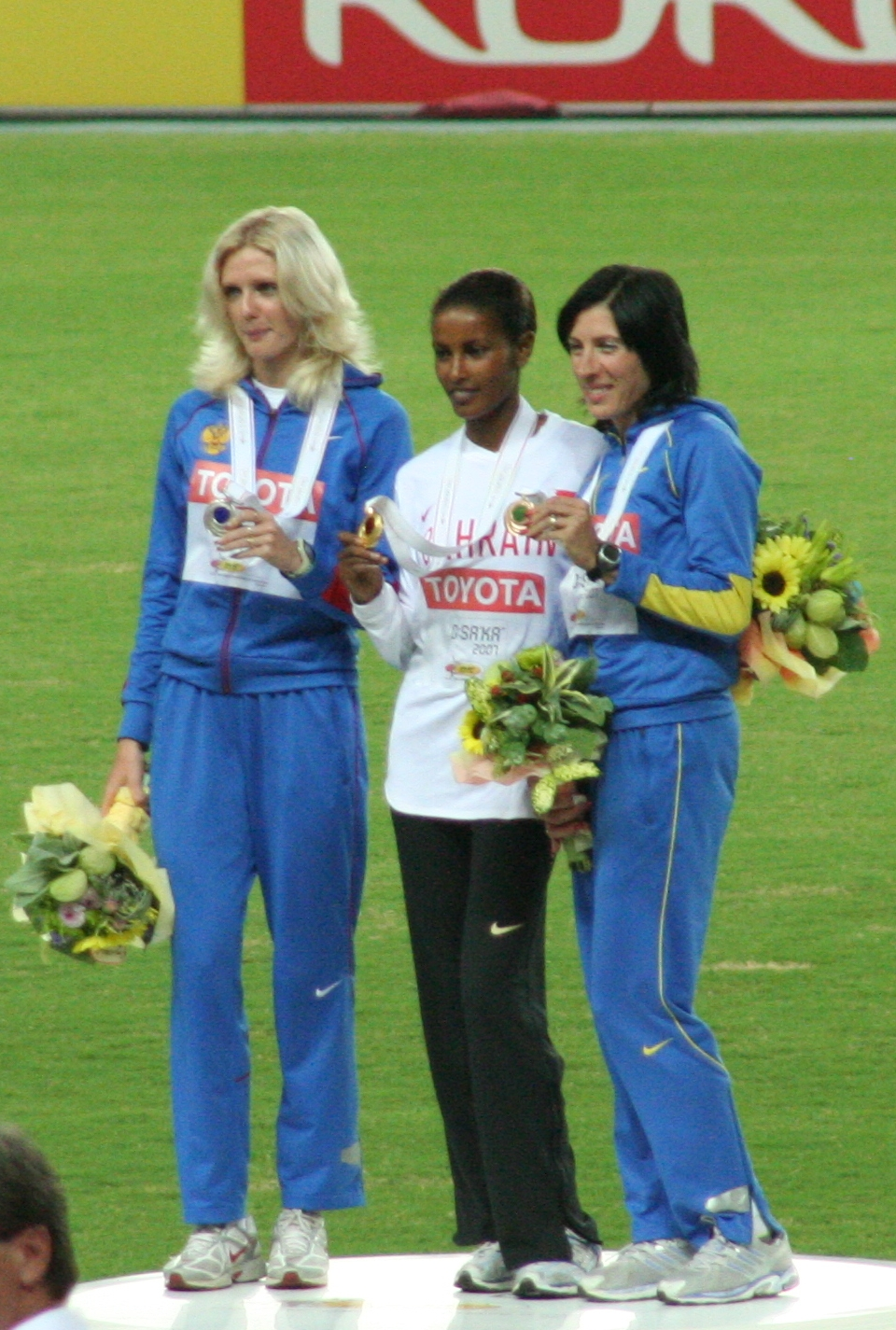
Lischtschynska (rechts) bei den Weltmeisterschaften 2007

Iryna Anatolijiwna Lischtschynska (ukrainisch Ірина Анатоліївна Ліщинська, englische Transkription Iryna Lishchynska, geborene Неделенко Nedelenko; * 15. Januar 1976 in Makijiwka) ist eine ukrainische Leichtathletin.
Die Mittelstreckenläuferin startete zunächst im 800-Meter-Lauf, schied aber bei den Weltmeisterschaften 1997 in Athen und den Weltmeisterschaften 1999 in Sevilla im Vorlauf aus.
2002 belegte sie im 1500-Meter-Lauf bei den Europameisterschaften in München den zehnten Platz. Im darauffolgenden Jahr wurde sie bei den Hallenweltmeisterschaften 2003 in Birmingham Fünfte und kam ins Halbfinale der Weltmeisterschaften in Paris/Saint-Denis.
2006 wurde sie bei den Hallenweltmeisterschaften in Moskau Fünfte und bei den Europameisterschaften in Göteborg Achte.
2007 gewann sie Silber bei den Weltmeisterschaften in Osaka, nachdem die ursprüngliche Zweite Jelena Sobolewa des Dopings überführt wurde. Bei den Olympischen Spielen 2008 gewann sie in 4:01,63 Minuten die Silbermedaille hinter Nancy Jebet Langat (KEN) und vor ihrer Landsfrau Natalija Tobias.

## Persönliche Bestzeiten
- 800 m: 1:59,15 min, 27. Juni 1998, Sankt Petersburg
- 1500 m: 4:00,04 min, 3. Juli 2006, Athen
- 1 Meile: 4:28,31 min, 27. August 2002, Lüttich